# Kvarnsjön (Södra Unnaryds socken, Småland)
Kvarnsjön är en sjö i Hylte kommun och Ljungby kommun i Småland och ingår i Lagans huvudavrinningsområde. Sjön har en area på 0,0503 kvadratkilometer och ligger 157,2 meter över havet. Sjön avvattnas av vattendraget Björkönaå (Risabäcken).

## Delavrinningsområde
Kvarnsjön ingår i det delavrinningsområde (630803-135974) som SMHI kallar för Mynnar i Unnen. Medelhöjden är 165 meter över havet och ytan är 3,13 kvadratkilometer. Räknas de 3 avrinningsområdena uppströms in blir den ackumulerade arean 37,37 kvadratkilometer. Björkönaå (Risabäcken) som avvattnar avrinningsområdet har biflödesordning 4, vilket innebär att vattnet flödar genom totalt 4 vattendrag innan det når havet efter 136 kilometer. Avrinningsområdet består mestadels av skog (90 procent). Avrinningsområdet har 0,05 kvadratkilometer vattenytor vilket ger det en sjöprocent på 1,7 procent.